# Nicolas Frédéric Signard
Pour les articles homonymes, voir Signard.
Nicolas Frédéric Signard est un homme politique français né le 15 avril 1803 à Mornay-sur-Vingeanne (Haute-Saône) et mort le 23 avril 1882 à Gray

## Biographie
Médecin à Autrey-lès-Gray, il est un opposant à la Monarchie de Juillet. Il est commissaire du gouvernement provisoire de la Haute-Saône à Vesoul en février 1848 et député de la Haute-Saône d'avril 1848 à 1851, siégeant à gauche. Il repose au cimetière de Gray (Haute-Saône).

## Sources
- « Nicolas Frédéric Signard », dans Adolphe Robert et Gaston Cougny, Dictionnaire des parlementaires français, Edgar Bourloton, 1889-1891 [détail de l’édition]